# پیروز کارن
پیروز کارن (پارسی میانه: Pērōz ī Kārin) یکی از نجیب‌زادگان ساسانی در سده سوم میلادی در زمان حکومت شاپور یکم از خاندان کارن بود.

## زندگی

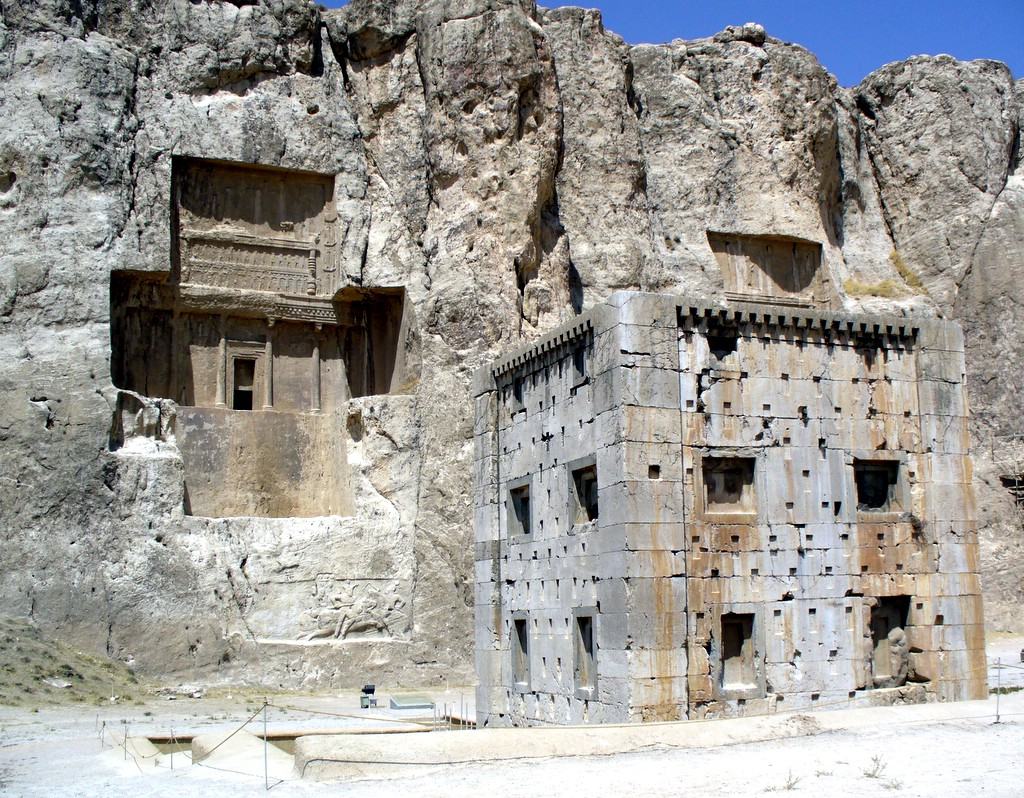
کعبه زرتشت، جایی که سنگ‌نوشته شاپور یکم حک شده‌است

از او در سنگ‌نوشته شاپور یکم بر کعبه زرتشت یاد شده‌است. او در این سنگ‌نوشته در میان ۶۷ نجیب‌زاده در رتبهٔ سیزدهم قرار دارد. اطلاعات دیگری از زندگی او در دست نیست.